# Шкунов, Валерий Валентинович
Валерий Валентинович Шкунов (10 ноября 1964) — советский и российский футболист, защитник и полузащитник.

## Биография
В первые годы карьеры выступал за саратовский «Сокол». С 1985 года в течение шести сезонов играл за таганрогское «Торпедо», провёл 169 матчей во второй и второй низшей лиге. В последнем сезоне первенства СССР играл за узбекскую команду «Бинокор» (Бухара).
В 1992 году перешёл в речицкий «Ведрич», в его составе за два сезона сыграл 40 матчей в высшей лиге Белоруссии.
Осенью 1993 года выступал во второй лиге Украины за клуб «Медита» (Шахтёрск). Затем вернулся в Белоруссию, где играл в командах первой и второй лиг — «Химик» (Светлогорск), «Вертикаль» (Калинковичи), «Мозырь».
После окончания игровой карьеры остался в Белоруссии, работал администратором команды «Полесье» (Козенки).